# Tegenaria xenophontis
Tegenaria xenophontis là một loài nhện trong họ Agelenidae.
Loài này thuộc chi Tegenaria. Tegenaria xenophontis được Paolo Marcello Brignoli miêu tả năm 1978.